# Froland
Froland é uma comuna da Noruega, com 642 km² de área e 4 698 habitantes (censo de 2004).         